# Pangidaran
Pangidaran is een bestuurslaag in het regentschap Sarolangun van de provincie Jambi, Indonesië. Pangidaran telt 709 inwoners (volkstelling 2010).